# حقوق انگلستان

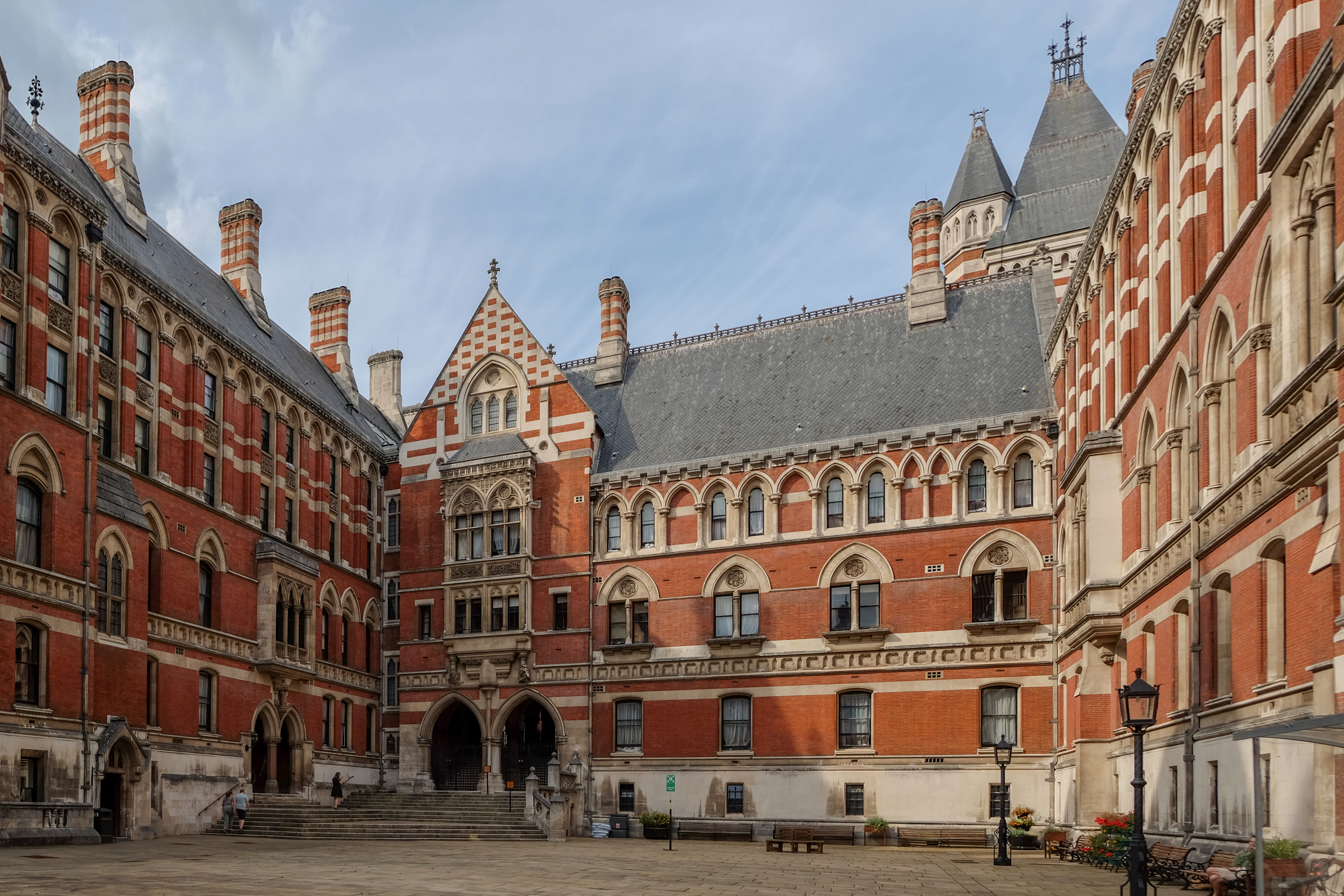
دیوان سلطنتی دادگستری در استرند، لندن است. همراه با ساختمان توماس مور نزدیکش و ساختمان پاسگاه رولز در خیابان فیتر لین، مرکز اصلی دیوان عالی دادگستری و یکی از مراکز عادی دادگاه تجدیدنظر است.

حقوق انگلستان نظام حقوقی کامن لا در انگلستان و ولز است که عمدتاً شامل حقوق کیفری و حقوق مدنی می‌شود؛ در این نظام حقوقی، هر شعبه دادگاه‌ها و رویه‌های خاص خودش را دارد.